# (8740) Václav
(8740) Václav est un astéroïde de la ceinture principale.

## Description
(8740) Vaclav est un astéroïde de la ceinture principale. Il fut découvert le 12 janvier 1998 à l'Observatoire Kleť par Miloš Tichý et Zdeněk Moravec. Il présente une orbite caractérisée par un demi-grand axe de 2,89 UA, une excentricité de 0,01 et une inclinaison de 1,9° par rapport à l'écliptique.

## Compléments